# Кенвуд-Естейтс (Флорида)
Кенвуд-Естейтс (англ. Kenwood Estates) — переписна місцевість (CDP) в США, в окрузі Палм-Біч штату Флорида. Населення — 1435 осіб (2020).

## Географія
Кенвуд-Естейтс розташований за координатами 26°37′40″ пн. ш. 80°6′53″ зх. д. / 26.62778° пн. ш. 80.11472° зх. д. (26.627706, -80.114685).  За даними Бюро перепису населення США в 2010 році переписна місцевість мала площу 0,50 км², уся площа — суходіл. В 2017 році площа становила 0,47 км², уся площа — суходіл.

## Демографія
Згідно з переписом 2010 року, у переписній місцевості мешкали 1283 особи в 397 домогосподарствах у складі 299 родин. Густота населення становила 2588 осіб/км².  Було 431 помешкання (869/км²).
Расовий склад населення:
| - 62,2 % — білих - 10,8 % — чорних або афроамериканців - 3,7 % — азіатів - 1,0 % — корінних американців - 18,0 % — осіб інших рас |

До двох чи більше рас належало 4,2 %. Частка іспаномовних становила 62,3 % від усіх жителів.
За віковим діапазоном населення розподілялося таким чином: 27,5 % — особи молодші 18 років, 65,6 % — особи у віці 18—64 років, 6,9 % — особи у віці 65 років та старші. Медіана віку мешканця становила 31,5 року. На 100 осіб жіночої статі у переписній місцевості припадало 109,3 чоловіків;  на 100 жінок у віці від 18 років та старших — 113,8 чоловіків також старших 18 років.
Середній дохід на одне домашнє господарство  становив 45 531 долар США (медіана — 40 625), а середній дохід на одну сім'ю — 41 552 долари (медіана — 40 417). Медіана доходів становила 25 805 доларів для чоловіків та 15 872 долари для жінок. За межею бідності перебувало 42,0 % осіб, у тому числі 68,6 % дітей у віці до 18 років та 0,0 % осіб у віці 65 років та старших.
Цивільне працевлаштоване населення становило 781 особа. Основні галузі зайнятості: будівництво — 30,2 %, науковці, спеціалісти, менеджери — 16,4 %, освіта, охорона здоров'я та соціальна допомога — 15,9 %.